# Le Boulay
Vous lisez un « bon article » labellisé en 2017.
Pour les articles homonymes, voir Boulay.
Cet article possède un paronyme, voir Le Boulet.
Cet article possède un paronyme, voir Boulet (homonymie).
Le Boulay (prononcé /lə bu.lɛ/) est une commune française située dans le département d'Indre-et-Loire, en région Centre-Val de Loire, dans la région naturelle de la Gâtine de Touraine.
Bien qu'il soit probable que des gisements de minerai de fer aient été exploités de longue date dans la commune, l'histoire du Boulay n'est bien documentée qu'à partir du milieu du XIIe siècle. À cette époque s'y établit un prieuré de moniales bénédictines qui se trouvait auparavant à la limite entre Le Boulay et Château-Renault. Ce prieuré, qui connaît des fortunes diverses et dont l'apogée se situe au milieu du XVIIe siècle après son rétablissement par l'archevêque de Tours Bertrand d'Eschaud, disparaît dans la première moitié du XVIIIe siècle.
Pendant longtemps, l’agriculture a pâti de la mauvaise qualité agronomique des sols de la Gâtine tourangelle, qui fut progressivement défrichée à partir du XVIe siècle ; en outre, ce secteur d'activité perd du poids dans l'économie communale depuis plusieurs décennies. Au XXIe siècle, la proximité de Château-Renault fait que la population du Boulay, qui n'avait que peu diminué depuis 1880, augmente très vite, avec 811 habitants en 2014, la démographie étant soutenue par un parc industriel dynamique à cheval sur les deux communes.

## Géographie

### Localisation et communes limitrophes
La commune du Boulay se trouve à 27 km au nord-nord-est de Tours, en limite des départements d'Indre-et-Loire et de Loir-et-Cher ; Authon, l'une des six communes limitrophes du Boulay, appartient d'ailleurs à ce dernier département et la ville de Vendôme, dans le Loir-et-Cher, n'est qu'à 25,9 km du Boulay.
Le Boulay est rattaché au canton de Château-Renault et les deux chefs-lieux ne sont distants que de 4,1 km à vol d'oiseau. La commune fait partie du bassin de vie de Château-Renault et se trouve dans la zone d'emploi de Tours.
| - OpenStreetMap Limite communale du Boulay. - Le Boulay et ses communes limitrophes. - Le Boulay (en rouge) dans le canton de Château-Renault (en vert). |

|                          | Monthodon, Authon (Loir-et-Cher) | Neuville-sur-Brenne |
| Saint-Laurent-en-Gâtines | du Boulay                        | Château-Renault     |
|                          | Villedômer                       |                     |

### Géologie et relief

Carte géologique simplifiée du Boulay.
Bourg et limites communales
Argile rouge à silex (eA)
Sables argileux (eS)
Argile blanche ou beige à silex (Rs1)
Limons des plateaux quaternaires (LP)
Colluvions limoneuses (CRs)

Le territoire du Boulay se trouve intégralement compris dans la petite région naturelle de la gâtine de Touraine. Le sous-sol de la commune est composé d'une épaisse couche de calcaire turonien ou sénonien, comme la presque totalité du département. S'y superposent des formations éocènes issues de la dégradation et du remaniement des strates calcaires sous-jacentes, sables argileux à kaolinite au nord-est et à l'est (eS) comportant des blocs de poudingue recalcifié dont le volume peut atteindre 1 m3, argile rouge — elle présente des inclusions de nodules ferrugineux — (eA) au nord. Les sols qui en résultent sont lourds, collants, difficiles à travailler, très humides et leurs propriétés agricoles sont médiocres. Des argiles à silex blanches ou beiges (Rs1) largement composées de kaolinite à plus de 80 % viennent combler les dépressions. Des limons des plateaux quaternaires (LP) recouvrent toute la partie sud-ouest du territoire,.
L'aire du territoire du Boulay est de 2 010 hectares (au 1er janvier 2015) quand la superficie moyenne d'une commune de France métropolitaine s'établit à 1 510,2 hectares,. La superficie communale était autrefois plus importante, mais plusieurs cessions de territoire au profit de Château-Renault, entre 1840 et 1968, l'ont réduite.
Les altitudes relevées sur le territoire du Boulay s'échelonnent de 87 à 166 m, les altitudes les plus élevées s'observant à l'ouest du territoire alors que le point le plus bas se trouve à l'extrême est, dans la vallée de la Brenne. La commune du Boulay est un plateau dont la pente assez douce d'ouest (le plus haut) en est (le plus bas), avec une rupture de pente nette pour rejoindre la vallée de la Brenne encaissée. La vallée de la Glaise, au nord et à l'est, est elle-même encaissée d'une vingtaine de mètres.

### Hydrographie

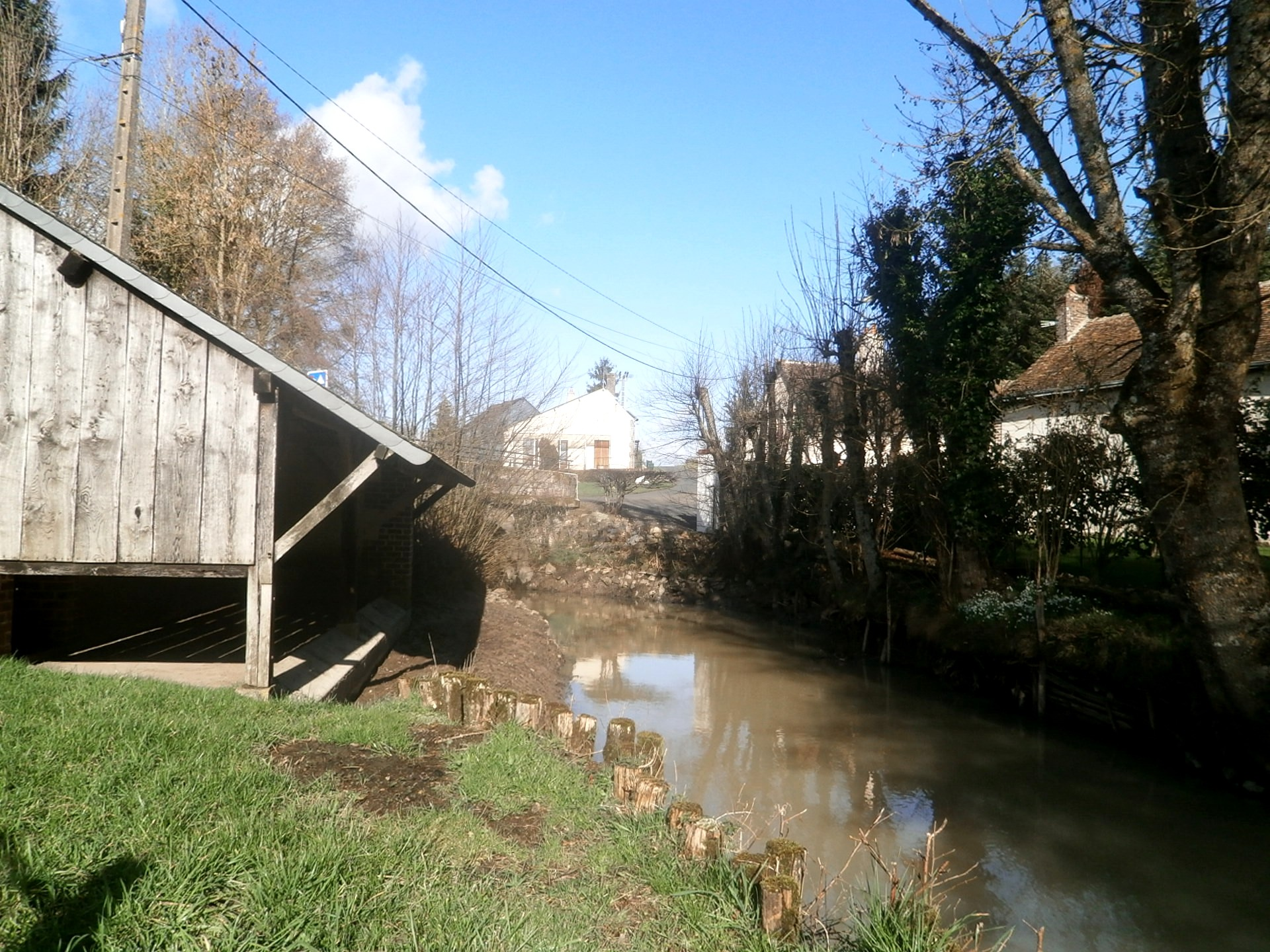
Le lavoir du Boulay, au bord de la Glaise.

La Glaise, d'une longueur de 12 km, affluent de la rive droite de la Brenne, marque la limite communale du Boulay au nord et au nord-est, jusqu'à sa confluence avec la Brenne, qui ferme le territoire du Boulay à l'est ; un petit moulin a fonctionné à cet endroit. Dans son cours aval, sa vallée est encaissée de plus de 20 m par rapport aux plateaux environnants. De nombreux ruisseaux, pour la plupart temporaires et dont les vallées sont très peu marquées, sillonnent le plateau et se jettent soit dans la Glaise vers le nord et l'est, soit dans le Madelon vers le sud en dehors de la commune ; l'un de ces ruisseaux matérialise la limite communale entre le Boulay et Saint-Laurent-en-Gâtines à l'ouest.
Sur les 12 km de son cours, la Glaise présente un dénivelé de 70 m, soit une pente moyenne de 5,8 m/km. Le débit annuel moyen de cette rivière estimé à son embouchure en 2000 n'est que de 0,123 m3/s mais cette valeur recouvre des variations importantes selon l'état des ruisseaux affluents qui sillonnent son bassin versant ; en l'absence de station hydrométrique sur son cours, aucune précision complémentaire n'est disponible,.
Quatre zones humides ont été répertoriées sur la commune par la direction départementale des territoires (DDT) et le conseil départemental d'Indre-et-Loire : « la vallée de la Brenne en amont de Château-Renault », « l'étang de la Bonnerie », « Grand l'étang de Fléteau » et « la vallée du Ruisseau de la Glaise »,.

### Paysages naturels
La gâtine de Touraine était originellement un pays de landes et de forêts. Les défrichements successifs qui lui ont donné son nom de « forêt gâtée » — c'est-à-dire dépecée, morcelée —, et dont Ronsard s'est ému dans son Élégie contre les bucherons de la forest de Gastine, en ont transformé la plupart des paysages en parcelles agricoles. Ne subsistent plus au Boulay, de ce panorama traditionnel, que le bois de Fléteau au sud du bourg et des massifs disséminés qui représentent encore 21 % de la surface communale, 6 % du territoire étant également couverts par des landes.
Soumise à un climat océanique, la végétation naturelle de la forêt de gâtine dans la région du Boulay repose sur le Chêne pédonculé (Quercus robur), le bouleau (Betula sp.) et, pour la strate arbustive, sur plusieurs espèces de bruyères ainsi que sur le Genévrier commun (Juniperus communis) et la Fougère aigle (Pteridium aquilinum). Les bois de la commune abritent aussi la Raiponce en épi (Phyteuma spicatum) et les prairies de Toulefaut l'Orchis grenouille (Dactylorhiza viridis),, cette dernière espèce figurant sur la liste rouge européenne de l'UICN.

Quelques éléments floristiques des paysages naturels du Boulay.
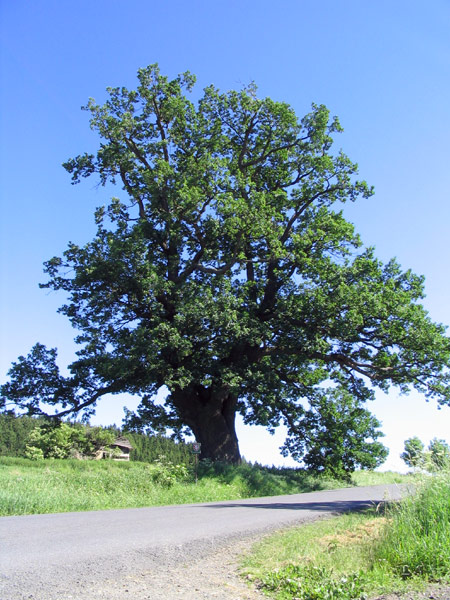
Chêne pédonculé.
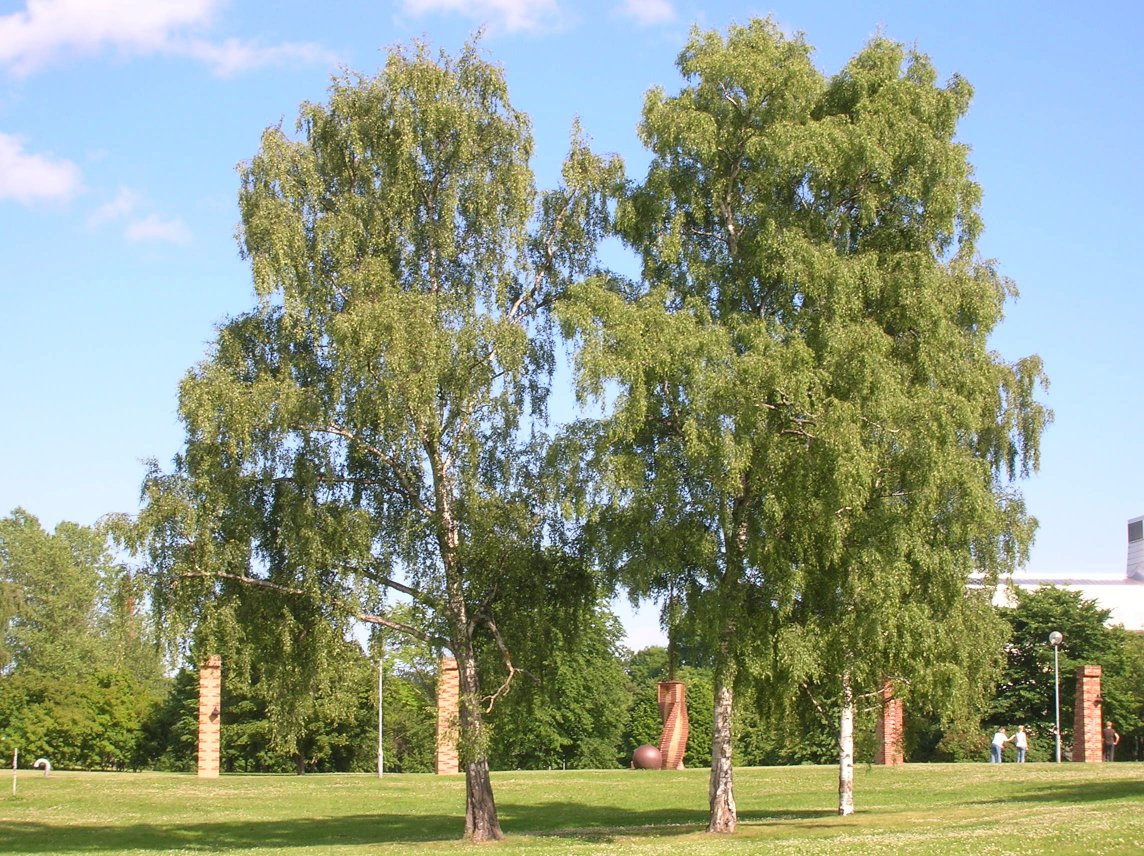
Bouleau verruqueux.
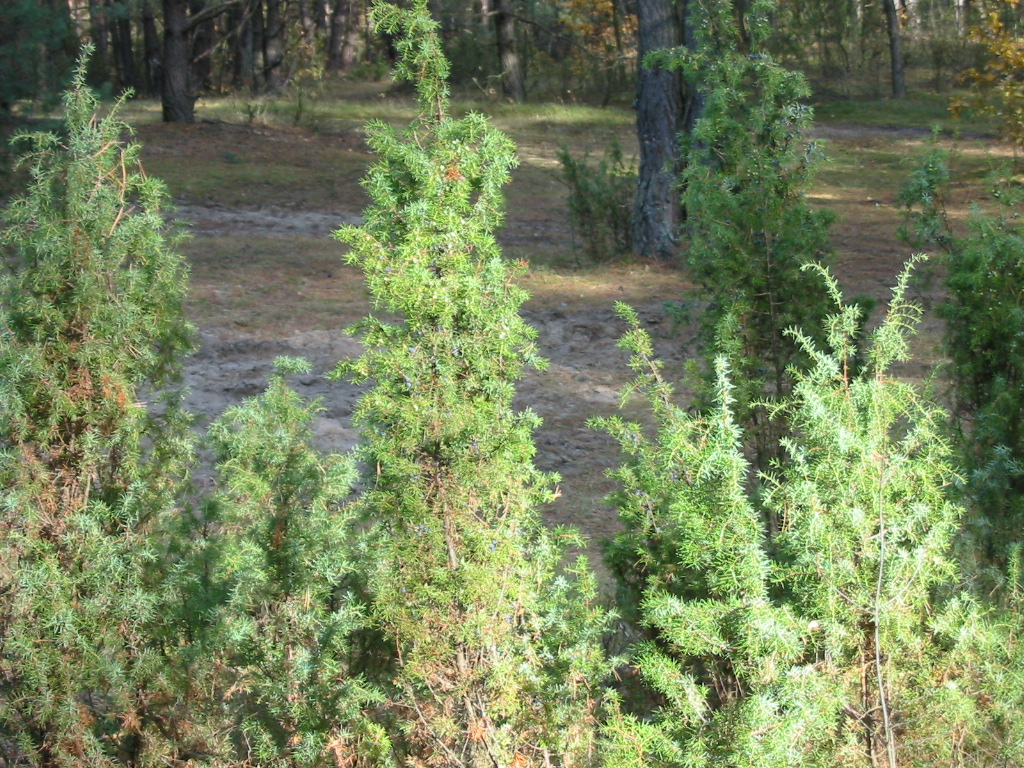
Genévrier commun.
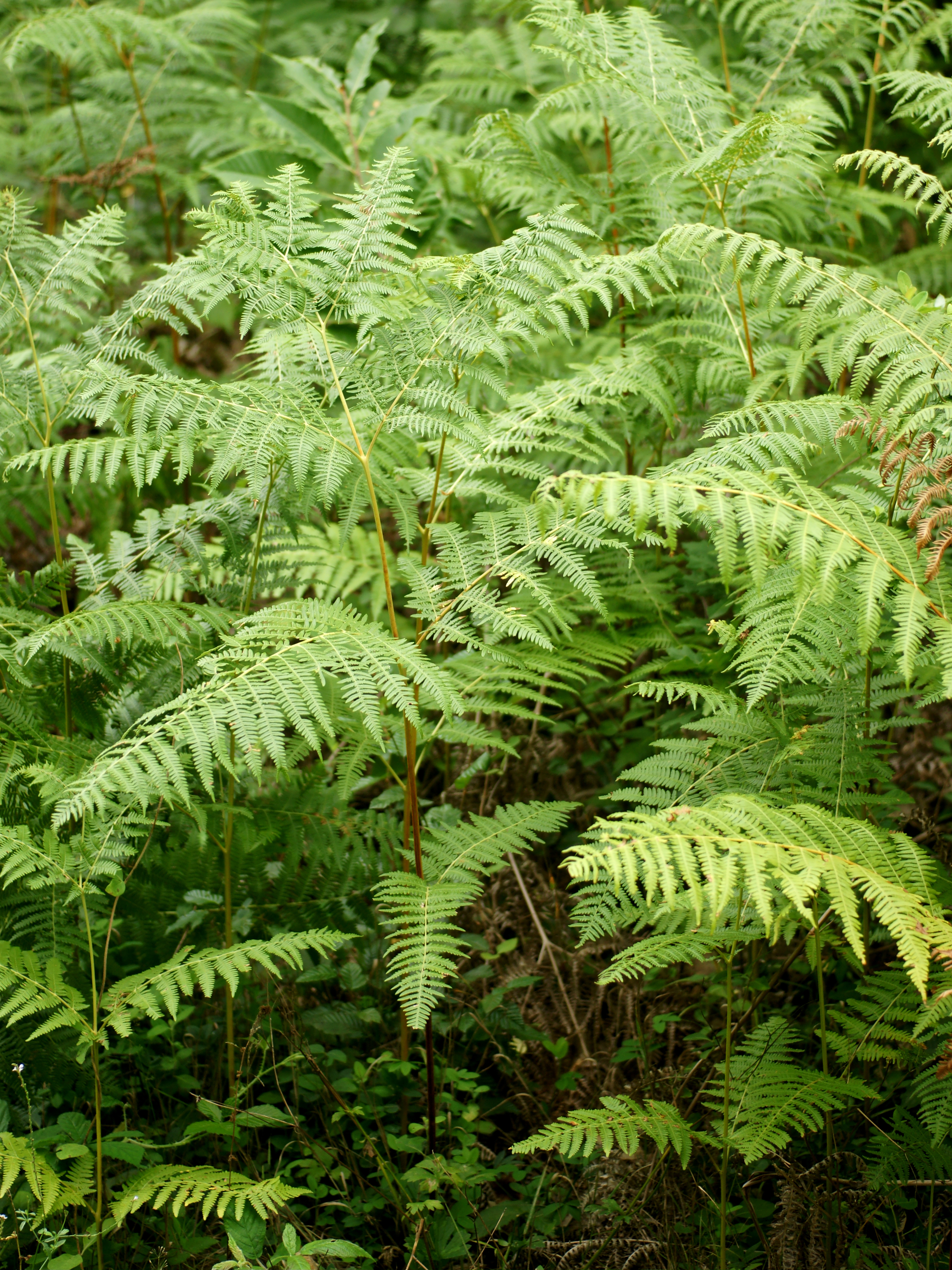
Fougère aigle.
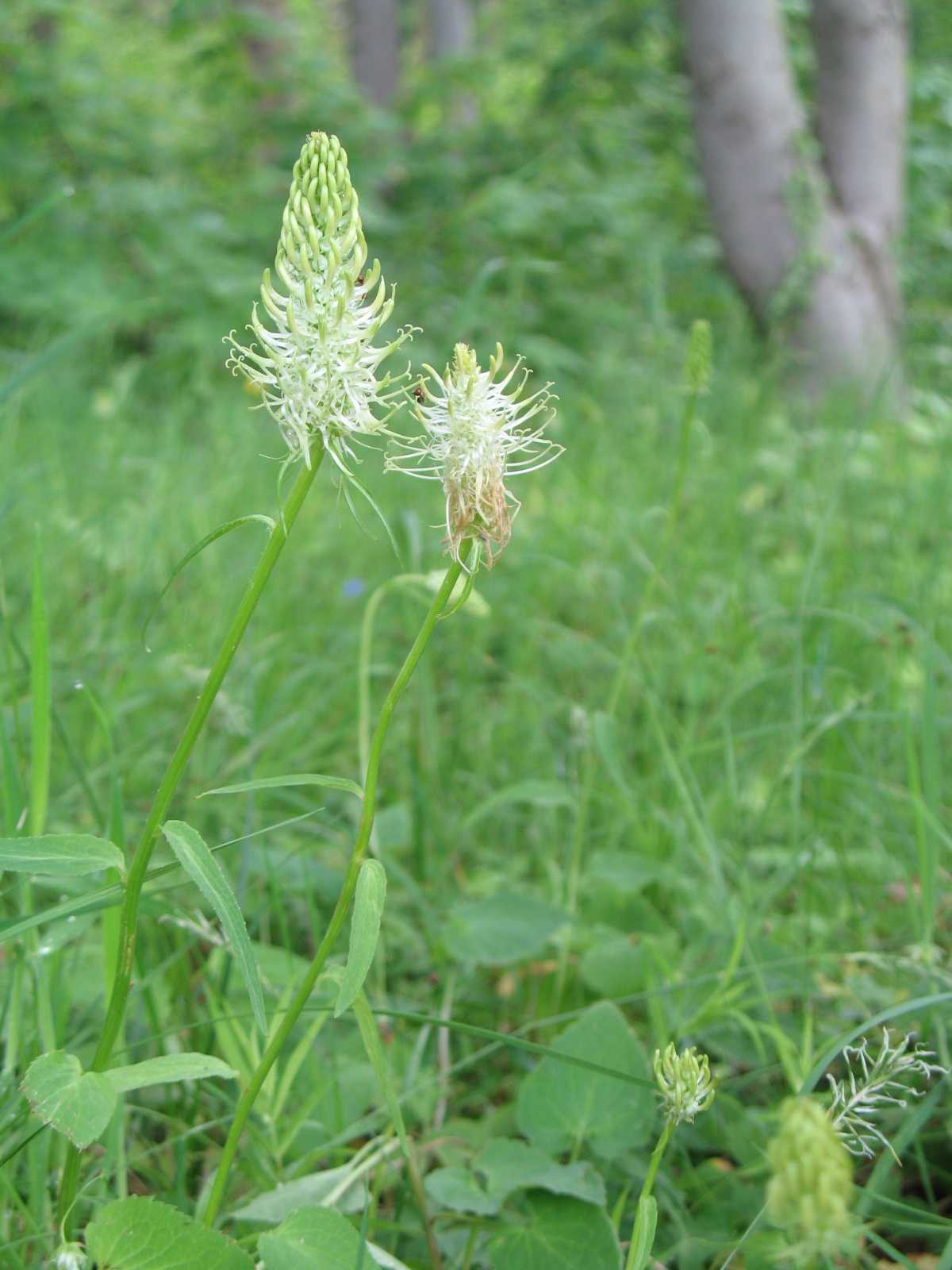
Raiponce en épi.
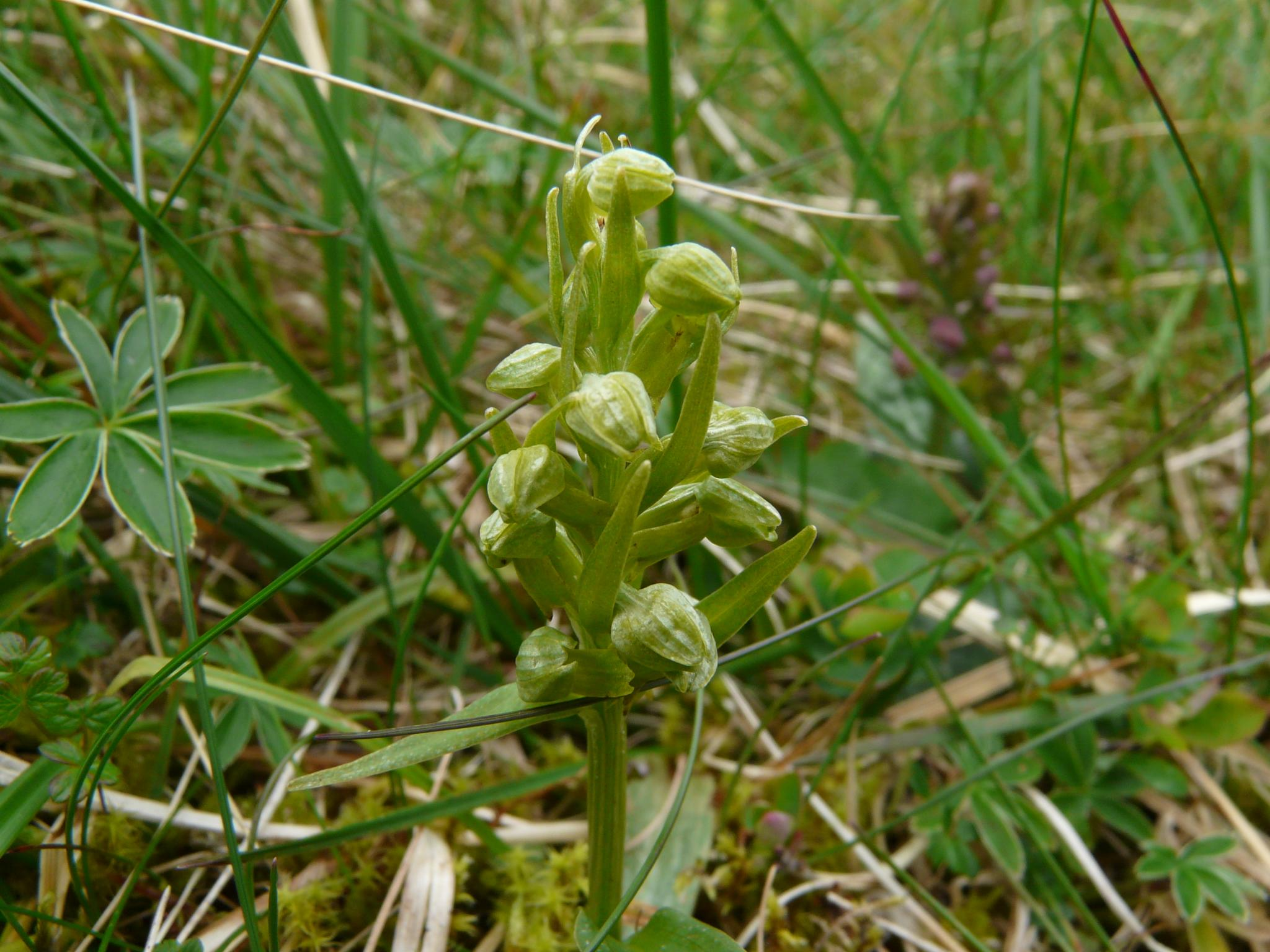
Orchis grenouille.

### Climat
Pour des articles plus généraux, voir Climat du Centre-Val de Loire et Climat d'Indre-et-Loire.
En 2010, le climat de la commune est de type climat océanique dégradé des plaines du Centre et du Nord, selon une étude du CNRS s'appuyant sur une série de données couvrant la période 1971-2000. En 2020, Météo-France publie une typologie des climats de la France métropolitaine dans laquelle la commune est exposée à un climat océanique altéré et est dans la région climatique Moyenne vallée de la Loire, caractérisée par une bonne insolation (1 850 h/an) et un été peu pluvieux.
Pour la période 1971-2000, la température annuelle moyenne est de 11 °C, avec une amplitude thermique annuelle de 15 °C. Le cumul annuel moyen de précipitations est de 708 mm, avec 10,6 jours de précipitations en janvier et 7,2 jours en juillet. Pour la période 1991-2020, la température moyenne annuelle observée sur la station météorologique de Météo-France la plus proche, sur la commune de Saint-Laurent-en-Gâtines à 6 km à vol d'oiseau, est de 11,6 °C et le cumul annuel moyen de précipitations est de 769,1 mm,. Pour l'avenir, les paramètres climatiques de la commune estimés pour 2050 selon différents scénarios d'émission de gaz à effet de serre sont consultables sur un site dédié publié par Météo-France en novembre 2022.

### Voies de communication et transport

#### Infrastructure routière
La route départementale D 776 qui, venant de Château-Renault, se dirige vers l'ouest vers Château-la-Vallière, puis Baugé-en-Anjou avec un accès vers Angers passe au sud de la commune du Boulay, dont elle marque pendant plusieurs kilomètres la limite communale avec Villedômer. Embranchée sur la D 776, la D 54 permet d'accéder au chef-lieu communal du Boulay ; elle oblique ensuite vers l'ouest pour atteindre La Ferrière. Partant du Boulay, la D 72 se dirige vers Monthodon au nord.
De part et d'autre de Château-Renault, la N 10 permet d'atteindre vers le nord Vendôme puis la région parisienne et vers le sud Tours — elle est déclassée sur ce trajet en D 910. Il est également possible, depuis Château-Renault, de gagner la sortie no 18 de l'A 10 Paris-Bordeaux.

#### Transport en commun
Pour bénéficier d'un moyen de transport en commun, les habitants du Boulay doivent se rendre à Château-Renault, commune voisine desservie par la ligne A du réseau Touraine Fil vert, le réseau interurbain de transport par autocar du conseil départemental d'Indre-et-Loire. Cette ligne, qui relie Château-Renault à Tours, propose un nombre de dessertes variable en fonction des jours de la semaine ; en 2015, elle n'est pas en service le dimanche.

## Urbanisme

### Typologie
Au 1er janvier 2024, Le Boulay est catégorisée commune rurale à habitat dispersé, selon la nouvelle grille communale de densité à sept niveaux définie par l'Insee en 2022.
Elle est située hors unité urbaine. Par ailleurs la commune fait partie de l'aire d'attraction de Tours, dont elle est une commune de la couronne,. Cette aire, qui regroupe 162 communes, est catégorisée dans les aires de 200 000 à moins de 700 000 habitants,.

### Occupation des sols
L'occupation des sols de la commune, telle qu'elle ressort de la base de données européenne d’occupation biophysique des sols Corine Land Cover (CLC), est marquée par l'importance des territoires agricoles (72,6 % en 2018), en diminution par rapport à 1990 (75,3 %). La répartition détaillée en 2018 est la suivante : 
terres arables (64,5 %), forêts (23,7 %), prairies (6,2 %), zones urbanisées (3,1 %), zones agricoles hétérogènes (1,9 %), zones industrielles ou commerciales et réseaux de communication (0,5 %). L'évolution de l’occupation des sols de la commune et de ses infrastructures peut être observée sur les différentes représentations cartographiques du territoire : la carte de Cassini (XVIIIe siècle), la carte d'état-major (1820-1866) et les cartes ou photos aériennes de l'IGN pour la période actuelle (1950 à aujourd'hui).

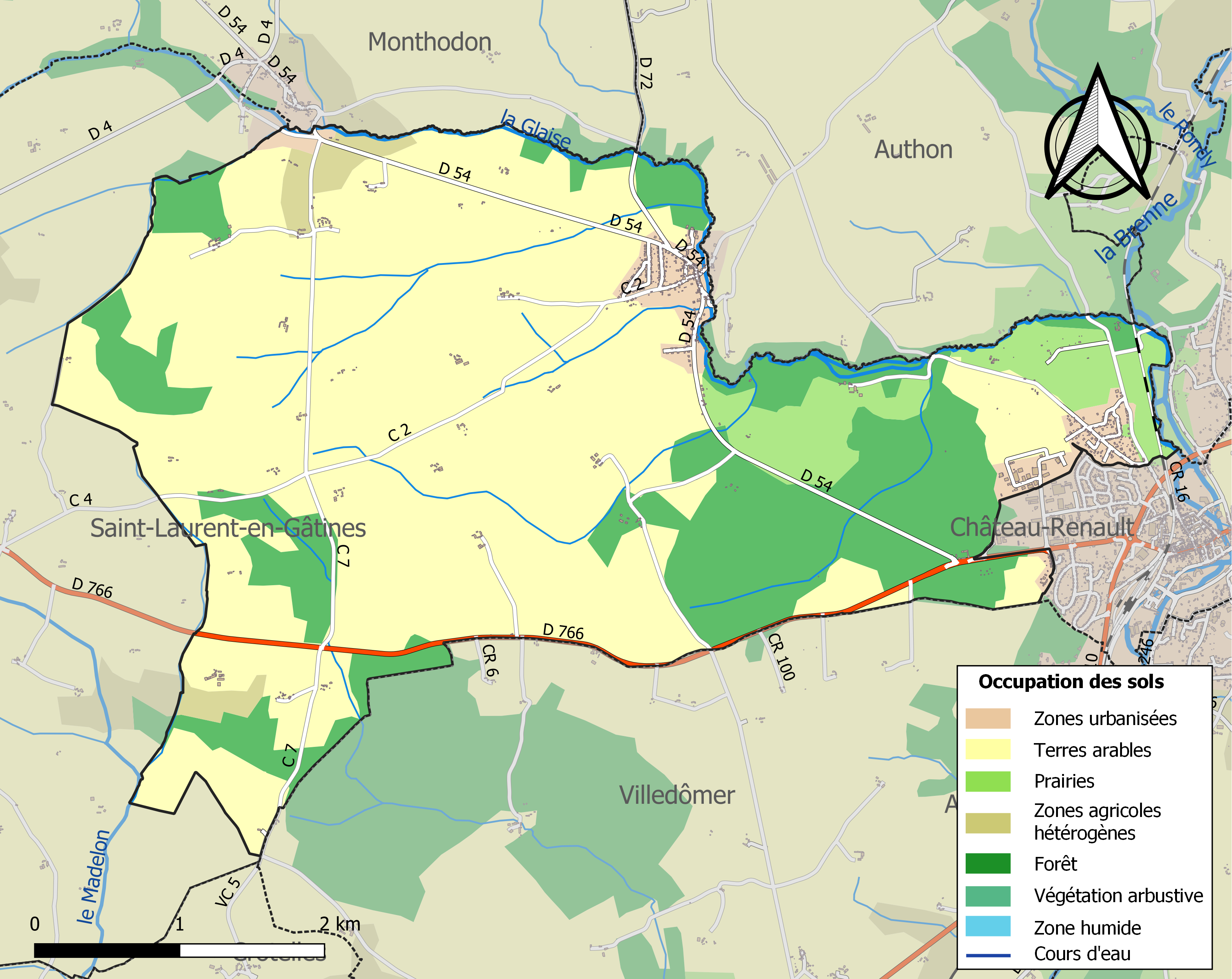
Carte des infrastructures et de l'occupation des sols de la commune en 2018 (CLC).

### Morphologie urbaine

Voirie et zones urbanisées du Boulay.
« Vieux bourg »
Extensions modernes

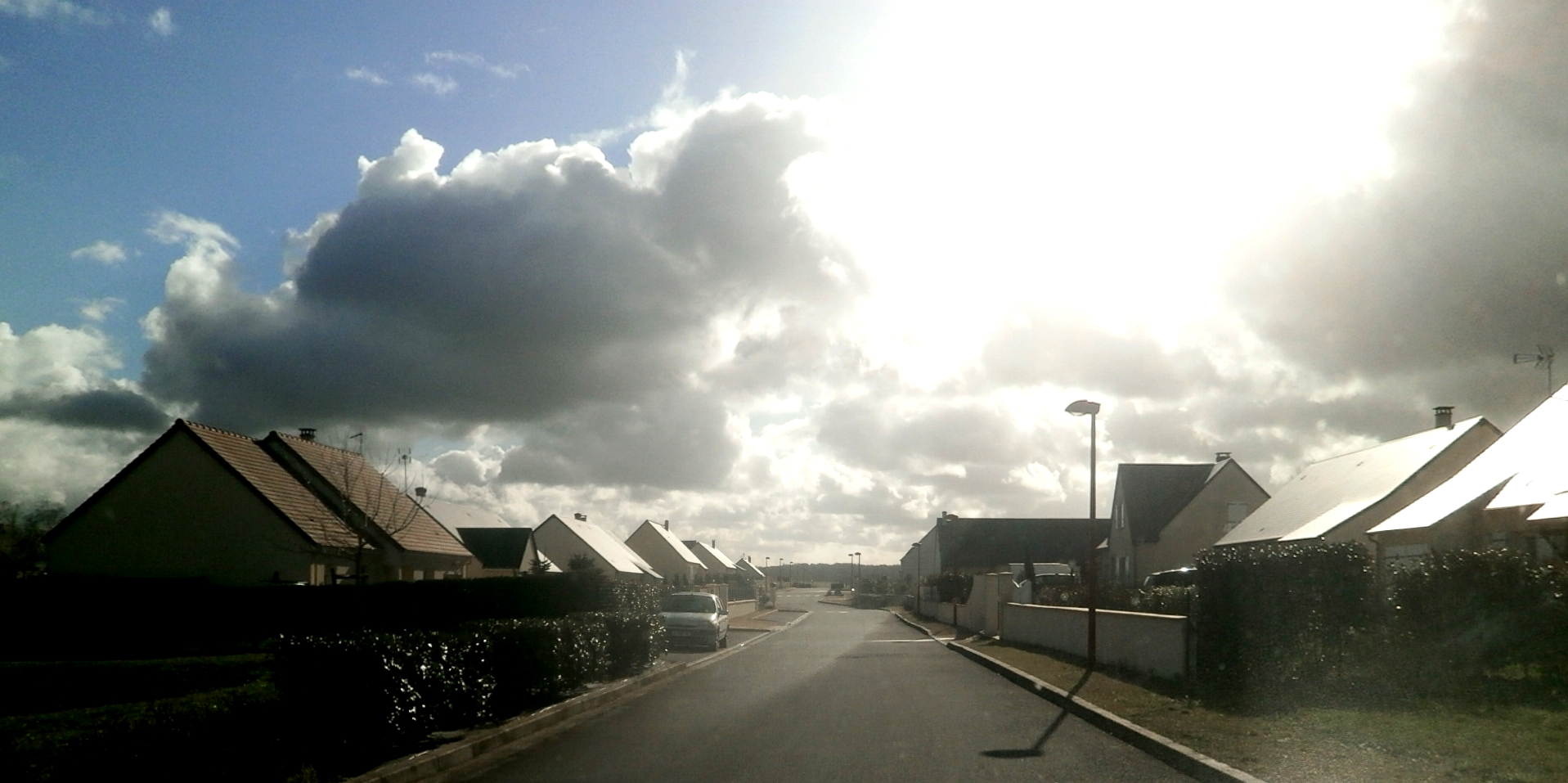
Un lotissement moderne à l'ouest du bourg.

Le bourg du Boulay est bâti sur la partie basse du flanc ouest de la vallée de la Glaise, au contact de la limite territoriale avec le Loir-et-Cher qui suit la rivière. Probablement construit à l'origine plus près du couvent qui occupe le nord de la zone urbanisée, il s'est déplacé vers le sud à la faveur de constructions plus récentes pour se rapprocher d'un carrefour de routes ; l'urbanisation a également gagné vers le sommet du plateau sous forme de lotissements modernes. Un noyau d'habitat important s'est également développé à l'est du territoire, au contact de Château-Renault et à proximité d'une zone industrielle.
Aucun hameau d'importance ne se trouve sur le territoire communal. Les nombreux écarts du Boulay sont constitués de fermes isolées réparties sur toute la commune, excepté au sud couvert par les bois.

### Logement
Le tableau ci-dessous présente une comparaison de quelques indicateurs chiffrés du logement pour Le Boulay et l'ensemble de l'Indre-et-Loire en 2013, :
|                                                        | Le Boulay | Indre-et-Loire |
| ------------------------------------------------------ | --------- | -------------- |
| Part des résidences principales (en %)                 | 92,2      | 87,9           |
| Part des logements vacants (en %)                      | 4,0       | 7,6            |
| Part des ménages propriétaires de leur logement (en %) | 81,1      | 59,1           |

Un parc immobilier très largement composé de résidences principales, dont les occupants sont très majoritairement propriétaires, caractérise le logement au Boulay. Parallèlement, le taux de résidences secondaires est très faible (3,7 %). Peu de logements sont vacants.
Entre 1991 et 2010, 113 résidences principales ont été construites (en grande majorité des maisons individuelles), représentant 40,5 % du parc dont la moyenne d'âge est relativement faible, puisque seules 30,5 % des résidences principales ont été bâties avant 1946,.

### Projets d'aménagements
À la suite du recours d'une société civile immobilière propriétaire de terrains au Boulay et après enquête, le tribunal administratif d'Orléans a enjoint à la commune du Boulay d'engager une procédure d'abrogation de son plan local d'urbanisme, en cours en novembre 2015. C'est donc le plan d'occupation des sols dans sa version de 1984 qui s'appliquera, dès cette abrogation actée, avec des conséquences sur le développement des lotissements et l'extension d'une zone industrielle, peut-être rendue impossible. En janvier 2017, c'est le plan d'occupation des sols qui fait référence, mais un plan local d'urbanisme intercommunal doit être élaboré au sein de la communauté de communes.

### Risques naturels
En cas de pluies fortes et soudaines, des inondations ou des coulées de boue peuvent se produire sur les pentes de la vallée de la Glaise. Ce fut le cas en décembre 1999 lors des tempêtes de la fin du mois, qui motivèrent la prise d'un arrêté de catastrophe naturelle sur une grande part du territoire français, dont l'Indre-et-Loire dans sa totalité et, donc, la commune du Boulay.
Tout le territoire du Boulay est soumis à un aléa moyen face au risque lié au gonflement-retrait des argiles, exception faite des vallées de la Glaise et de la Brenne où cet aléa est considéré comme « faible » ou « a priori nul ». Ce risque, lié à la nature argilo-siliceuse des sols expose les fondations des bâtiments à une fragilisation après des périodes de sécheresse prolongée. Il s'est concrétisé entre juillet et septembre 2004 au Boulay, plaçant la commune en état de catastrophe naturelle.
Le Boulay est situé en zone de sismicité faible de niveau 2 sur une échelle de 1 à 5, aucune chronique ne semblant mentionner de tremblements de terre dans la zone.

## Toponymie et hydronymie
| Formes successives du nom attestées pour la paroisse, : - Booletum : 1212,, charte de l'abbaye de Marmoutier (Tours) ; - Le Boulay aux Nonnains : 1290, titres Saint-Laurent ; - ecclesia de Boulaio : XIIIe siècle, cartulaire de l'archevêché de Tours ; - Le Bouloy : 1416, Archives nationales-JJ 169 ; - Bullœum : 1667, Jean Maan, Sancta [...] Ecclesia turonensis [...] ; - Le Boullay : v. 1765, carte de Cassini. |

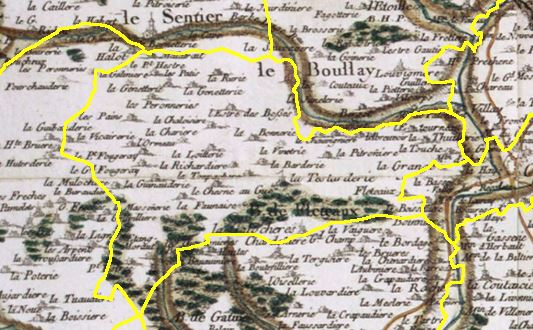
Le Boulay sur la carte de Cassini (v. 1765).

La première mention apparaît sous le nom Booletum, dans une charte de l'abbaye de Marmoutier. Un texte médiéval indique, en 1290, Le-Boulay-aux-Nonnains et un cartulaire de l'archevêché de Tours, à la même époque, évoque ecclesia de Boulaio. Au XVe siècle, la forme Le Bouloy est attestée et, au XVIIIe siècle, la carte de Cassini porte Le Boullay.
Le toponyme semble être une évolution de *Betuletum (lieu planté de bouleaux ou « ensemble de bouleaux »), issu de *betulus (bouleau, boul en vieux français) et suffixe à sens collectif -etum (évoluant en -ay) en référence au boisement naturel de la forêt de Gâtine,. Par ailleurs, selon le linguiste Ernest Nègre, ces termes ont pour équivalent gaulois le mot beoloi ou bouloi. La terminaison Les Nonnains est due à la présence d'un prieuré de bénédictines transféré sur le territoire de la paroisse en provenance de Château-Renault vers 1148.
La Glaise a également porté le nom de Gouverne au XIe siècle et de ruisseau de Barbelange (c'est sous ce nom qu'elle figure sur la carte de Cassini).
Des toponymes comme les Genetteries (genêt) ou le Fougerêt (fougère) témoignent encore de l'ancienne végétation arbustive dominante de la contrée. Le micro-toponyme Toulefaut est probablement à relier avec la mauvaise qualité agricole des terres ; ce nom est une contraction de « tout lui fault », c'est-à dire « tout lui manque », de l'ancien français fauldre (manquer).

## Histoire

### Peu d'informations avant le Moyen Âge
Le Boulay n'émerge, dans l’histoire, qu’au début du XIIe siècle ; avant cette date, aucun texte ne permet d'attester une présence humaine, et les vestiges archéologiques sont rares ; il est fait mention d'une fabrication de céramique à l'époque gallo-romaine, activité artisanale qui se perpétue jusqu'au XIXe siècle. La forte teneur de certains sols en argile ou en fer a permis que le minerai de fer ait été exploité depuis longtemps ; des scories produites avant notre ère ont été retrouvées et plusieurs tuileries ont fonctionné au Boulay jusqu'au XIXe siècle.

### Fondations religieuses médiévales

Blason du prieuré du Boulay.

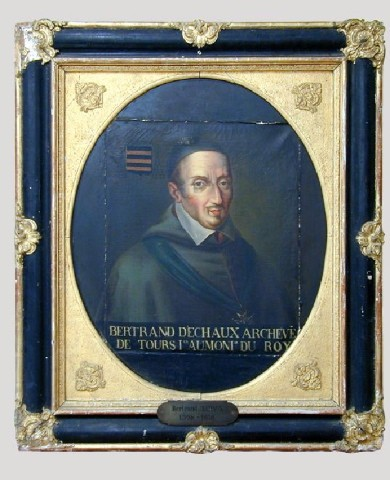
Portrait de Bertrand d'Eschaud.

En 1148, un prieuré de bénédictines fondé peu de temps auparavant (1135) en limite du Boulay et de Château-Renault par Thibaut V, comte de Blois, est transféré sur la paroisse du Boulay, là où se situe le bourg et une maladrerie encore mentionnée en 1698 semble être installée à l'ancien emplacement du prieuré. Au Moyen Âge, Le Boulay dépend de la châtellenie de Château-Renault. Au début du XVIIe siècle, il ne reste plus au prieuré, ruiné, que trois moniales. L'archevêque de Tours Bertrand d'Eschaud entreprend alors d'y installer des religieuses de Pont-aux-Dames (Couilly, Seine-et-Marne). C'est le renouveau pour le prieuré. Sous l'impulsion de la prieure Françoise de Montgarny, les bâtiments sont reconstruits vers 1640, et l'acquisition de nouveaux domaines sur les paroisses du Boulay et de Monthodon lui assure des revenus suffisants — en 1648, ce revenu se monte à 3 000 livres par an. L'embellie n'est guère durable : en 1652, les moniales doivent se disperser pendant la Fronde et à la suite d'incendies qui détruisent les fermes dépendant du prieuré vers 1714 — d'autres incendies sont attestés à la même époque dans le nord de la Touraine, la part importante du bois dans la construction aggravant leurs dégâts —, celui-ci périclite à nouveau. Alors qu'elles étaient encore 17 en 1698, il n'y a plus en 1734 au prieuré que 9 moniales et, cette année-là, les dettes cumulées du prieuré équivalent à vingt années de ses revenus annuels. Il est désaffecté vers 1742 et tous ses biens sont directement rattachés, en 1765, à l'abbaye d'Étival-en-Charnie dont il dépendait.
La maladrerie du Boulay cède sa place, au XVIIIe siècle, à une maison hospitalière tenue par les prémontrés. À la fin du même siècle, il est fait mention, au Boulay, d'une chapelle dédiée à Notre-Dame mais dont la localisation est incertaine, peut-être proche de la maladrerie.
Avant la Révolution, la commanderie d'Artins, de l'ordre de l'hôpital de Saint-Jean-de-Jérusalem, possédait le domaine de Saint-Jean au Boulay.

### Époque contemporaine: l'ère industrielle et les guerres
Dès les années 1830, bien qu'ils se révèlent être des succursales, quelques établissements manufacturiers, tels qu'un atelier de forgeron et une usine de textile produisant des tapis confectionnés de flanelle, sont attestés au sein de la petite cité tourangelle. Dans la première moitié du XIXe siècle, sous le règne de Louis-Philippe Ier, lors d'une session parlementaire, un projet de loi visant à séparer les terres dites de « La Basse-Vallée » du territoire communal du Boulay afin de les adjoindre à celui de Château-Renault, est soumis à la prorogation du roi. Ce projet de loi de séparation territoriale est promulgué le 22 mai 1840,. En novembre 1852, lors du second référendum de plébiscite, permettant à Napoléon III d'asseoir sa légitimité après le Coup d'État du 2 décembre 1851, l'ancien président, devenu empereur, recueille 130 voix parmi les 155 votants (pour 172 inscrits). Le 17 mai 1858, un habitant du Boulay, un dénommé Fouassier, devient titulaire d'un brevet d'invention à échéance de 15 ans pour avoir conçu un système permettant d'associer des briques les unes aux autres.
Le 20 décembre 1870, lors de la guerre franco-prussienne, des combats opposent des uhlans à des unités de l'infanterie française dans les bois du Boulay. En janvier 1871, alors que des troupes prussiennes occupent le Castelrenaudais, des éléments de la garde nationale mobile de la Haute-Vienne stationnent deux jours au Boulay avant de faire mouvement vers l'ouest. Les différends territoriaux avec la commune voisine se poursuivent. En 1872, à la suite d'une requête de Château-Renault, dont l'examen lors d'une séance du conseil général est très animé, la commune du Boulay propose, « par esprit de conciliation », de céder à sa voisine 10 des 87 hectares réclamés — cette revendication aboutirait à transférer à Château-Renault 275 des habitants du Boulay — ; la proposition est refusée et la cession ne sera effective qu'en 1879. En 1885, la ligne de chemin de fer CFD Réseau d'Indre-et-Loire nord est ouverte en deux tronçons successifs de Port-Boulet, au bord de la Loire près de Bourgueil, à Château-Renault en passant par Neuillé-Pont-Pierre. Elle traverse le territoire de la commune du nord-ouest au sud-est et une halte ferroviaire y est construite, comme sur chacune des communes de la ligne. Elle est ironiquement surnommée « La ligne du pain sec » car sa faible vitesse commerciale permettrait au pain transporté d'y rassir en route. Dès 1931, la fermeture de la gare du Boulay est envisagée par le conseil général. La ligne est définitivement fermée à tout trafic le 1er octobre 1949. Le développement du réseau ferré autour de Château-Renault répondait spécifiquement aux besoins générés par l'importante activité des tanneries dans cette ville au XIXe siècle mais aussi, d'une façon plus générale, à une volonté politique de désenclavement de territoires à l'écart des grandes lignes qui suivaient la vallée de la Loire.
La Première Guerre mondiale fait seize victimes parmi la population masculine du Boulay et deux combattants meurent lors de la Guerre de 1939-1945. En outre, le 8 août 1944, tandis que les unités aériennes alliées se déploient au-dessus du sol français, un train allemand chargé de munitions et stationnant au Boulay fait l'objet d'une explosion.

## Politique et administration

### Rattachements administratifs et électoraux
Depuis le redécoupage cantonal de 2014, Le Boulay est l'une des 29 communes qui composent le canton de Château-Renault. La commune est également rattachée à l'arrondissement de Loches et à la 3e circonscription électorale de l'Indre-et-Loire.
Depuis le 1er janvier 2010 et la suppression du tribunal d'instance d'Amboise, le tribunal d'instance de Tours est compétent pour l'ensemble du département. Toutes les juridictions intéressant Le Boulay sont ainsi regroupées à Tours, à l'exception du tribunal administratif et de la cour d'appel qui siègent à Orléans, préfecture de la région Centre-Val de Loire.

### Tendances politiques et résultats

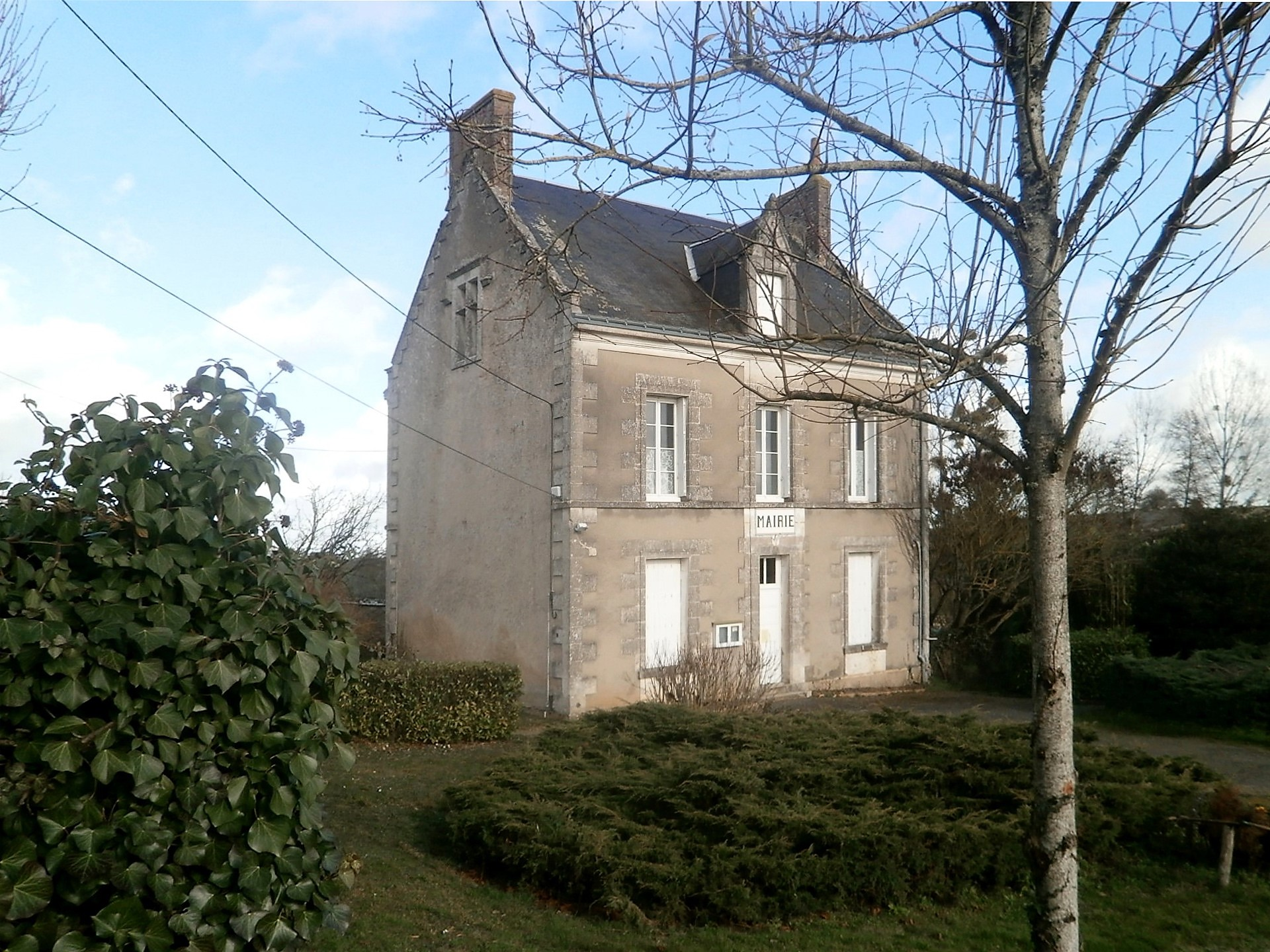
La mairie du Boulay.

Comme en témoignent les résultats d'élections publiés sur le site du ministère de l'Intérieur, l'électorat du Boulay ne semble pas marquer de tendance politique bien claire, accordant ses suffrages tantôt au candidat de la droite, tantôt à celui de la gauche selon les scrutins ; il manifeste toutefois une fidélité affirmée aux personnalités implantées de longue date sur le territoire, comme la députée Claude Greff ou le conseiller général puis départemental et ancien maire Jean-Pierre Gaschet.

#### Élection présidentielle la plus récente
En 2017, au deuxième tour des élections présidentielles, Emmanuel Macron (En marche !), élu, a obtenu 58,84 % des voix et Marine Le Pen (FN), 41,16 %. Le taux de participation s'est élevé à 79,00 %.

#### Élection municipale la plus récente
Le nombre d'habitants au recensement de 2011 étant compris entre 500 et 1 499, le nombre de membres du conseil municipal pour l'élection de 2014 est de 15.
Lors des élections municipales de 2014, les 15 conseillers municipaux ont été élus dès le premier tour ; le taux de participation était de 69,27 %.

### Intercommunalité
Comme 15 autres communes voisines, la commune du Boulay est rattachée à la communauté de communes du Castelrenaudais. Cette structure exerce ses compétences dans des domaines aussi variés que l'aménagement du territoire, la politique sociale, l'environnement et la voirie, le développement économique et le tourisme.
Le syndicat intercommunal d'énergie d'Indre-et-Loire (SIEIL) assure le contrôle et la coordination de l'ensemble des concessionnaires opérant sur l'Indre-et-Loire dans le domaine de la distribution de gaz et d'électricité ; il intervient également sur le renforcement du réseau de distribution d'électricité.
Toutes les communes d'Indre-et-Loire, Tours exceptée, adhèrent au SIEIL à titre individuel par arrêté préfectoral en date du 23 avril 2008 pour ce qui est de sa « compétence Électricité ». La commune du Boulay n'adhère pas à la « compétence Gaz », disposition facultative.
Le syndicat mixte Touraine propre regroupe neuf communautés de communes ou syndicats mixtes intercommunaux d'Indre-et-Loire et il favorise et fédère les actions en matière de réduction et de valorisation des déchets ménagers. La communauté de communes du Castelrenaudais y adhère à titre collectif au nom des seize communes qu'elle rassemble.
Le syndicat intercommunal pour l'aménagement et l'entretien de la Brenne et de ses affluents compte 13 communes dont le Boulay ; il est chargé des études, projets et travaux afférents à cet affluent de la Cisse.

### Politique environnementale

#### Eau potable et assainissement
Les communes de Monthodon, Saint-Laurent-en-Gâtines et le Boulay ont créé un syndicat intercommunal qui organise la distribution de l'eau potable sur son territoire, compétence affermée auprès de la Nantaise des Eaux. Deux forages situés sur la commune de Monthodon et exploitant les nappes du Turonien et du Cénomanien fournissent l'eau à l'ensemble des abonnés du syndicat.
L'assainissement collectif est directement pris en charge par la commune. Une station d'épuration à boues activées, d'une capacité de 360 EH (équivalent-habitant), traite les eaux collectées avant leur rejet dans la Glaise à quelques centaines de mètres en aval du bourg.

#### Déchets ménagers
La collecte des déchets ménagers, gérée par la communauté de communes, se fait en porte à porte à une fréquence bimensuelle pour les déchets recyclables et hebdomadaire pour les non recyclables. Ce dispositif est complété par des points d'apport volontaire pour le verre et les journaux ; une déchèterie à Château-Renault — il en existe deux autres sur le territoire de la communauté de communes, plus éloignées du Boulay — est utilisable par les habitants. La communauté de communes met à la disposition des habitants qui le souhaitent des conteneurs permettant le compostage des déchets organiques.

### Finances locales
Le tableau ci-dessous présente l'évolution de la capacité d'autofinancement, un des indicateurs des finances locales du Boulay, sur une période de dix ans :
|                      | 2006 | 2007 | 2008 | 2009 | 2010 | 2011 | 2012 | 2013 | 2014 | 2015 |
| -------------------- | ---- | ---- | ---- | ---- | ---- | ---- | ---- | ---- | ---- | ---- |
| Le Boulay            | 104  | 36   | 23   | 47   | 125  | 70   | 59   | 50   | 121  | 71   |
| Moyenne de la strate | 161  | 167  | 166  | 162  | 173  | 194  | 194  | 187  | 188  | 149  |

| ■ CAF du Boulay ■ CAF moyenne de la strate |

Au cours des dix dernières années, la capacité d'autofinancement de la commune, bien que positive, a toujours évolué nettement en dessous de la moyenne de la strate des communes comparables. Le résultat comptable et le fonds de roulement observent la même tendance, ce dernier indicateur étant même légèrement négatif en 2005,.

### Jumelages
Au 31 mars 2017, la commune du Boulay est jumelée avec :
- Dunaszescsö (Hongrie) depuis 2005.

## Population et société

### Démographie

#### Évolution démographique
L'évolution du nombre d'habitants est connue à travers les recensements de la population effectués dans la commune depuis 1793. Pour les communes de moins de 10 000 habitants, une enquête de recensement portant sur toute la population est réalisée tous les cinq ans, les populations de référence des années intermédiaires étant quant à elles estimées par interpolation ou extrapolation. Pour la commune, le premier recensement exhaustif entrant dans le cadre du nouveau dispositif a été réalisé en 2008.

En 2022, la commune comptait 813 habitants, en évolution de +2,78 % par rapport à 2016 (Indre-et-Loire : +1,67 %, France hors Mayotte : +2,11 %).
| 1793 | 1800 | 1806 | 1821 | 1831 | 1836 | 1841 | 1846 | 1851 |
| ---- | ---- | ---- | ---- | ---- | ---- | ---- | ---- | ---- |
| 629  | 704  | 601  | 729  | 797  | 823  | 504  | 567  | 540  |

| 1856 | 1861 | 1866 | 1872 | 1876 | 1881 | 1886 | 1891 | 1896 |
| ---- | ---- | ---- | ---- | ---- | ---- | ---- | ---- | ---- |
| 577  | 602  | 728  | 752  | 795  | 481  | 501  | 520  | 496  |

| 1901 | 1906 | 1911 | 1921 | 1926 | 1931 | 1936 | 1946 | 1954 |
| ---- | ---- | ---- | ---- | ---- | ---- | ---- | ---- | ---- |
| 484  | 490  | 497  | 438  | 455  | 488  | 472  | 451  | 484  |

| 1962 | 1968 | 1975 | 1982 | 1990 | 1999 | 2006 | 2008 | 2013 |
| ---- | ---- | ---- | ---- | ---- | ---- | ---- | ---- | ---- |
| 412  | 424  | 398  | 419  | 440  | 493  | 588  | 608  | 800  |

| 2018 | 2022 | - | - | - | - | - | - | - |
| ---- | ---- | - | - | - | - | - | - | - |
| 794  | 813  | - | - | - | - | - | - | - |

|                                           | 1968 - 1975 | 1975 - 1982 | 1982 - 1990 | 1990 - 1999 | 1999 - 2008 | 2008 - 2013 |
| ----------------------------------------- | ----------- | ----------- | ----------- | ----------- | ----------- | ----------- |
| Taux de variation annuel de la population | + 0,1 %     | + 0,7 %     | + 0,6 %     | + 1,3 %     | + 2,4 %     | + 5,6 %     |
| Solde naturel                             | - 0,3 %     | - 0,3 %     | - 0,1 %     | + 0,1 %     | + 0,6 %     | + 1,2 %     |
| Solde migratoire                          | + 0,4 %     | + 1,0 %     | + 0,7 %     | + 1,1 %     | + 1,8 %     | + 4,3 %     |

Les baisses importantes et brutales de population observées en 1840 et 1880 sont liées à la cession à Château-Renault, par deux fois, de territoires habités. La population baisse ensuite légèrement jusqu'au milieu des années 1975 mais augmente par la suite à un rythme de plus en plus élevé au fil des décennies. Si cette augmentation est le seul fait d'un solde migratoire positif jusqu'en 1990, à ce phénomène — qui s'accentue encore — s'ajoute l'effet d'un solde naturel très favorable, dû notamment à un fort taux de natalité (2,1 % sur la période 2008-2013),.

#### Pyramide des âges
La population de la commune est relativement jeune.
En 2018, le taux de personnes d'un âge inférieur à 30 ans s'élève à 34,5 %, soit en dessous de la moyenne départementale (34,9 %). À l'inverse, le taux de personnes d'âge supérieur à 60 ans est de 23,1 % la même année, alors qu'il est de 27,8 % au niveau départemental.
En 2018, la commune comptait 393 hommes pour 401 femmes, soit un taux de 50,5 % de femmes, légèrement inférieur au taux départemental (51,91 %).
Les pyramides des âges de la commune et du département s'établissent comme suit.
| Hommes | Classe d’âge | Femmes |
| ------ | ------------ | ------ |
| 0,3    | 90 ou +      | 0,2    |
| 5,1    | 75-89 ans    | 6,5    |
| 18,1   | 60-74 ans    | 16,2   |
| 21,6   | 45-59 ans    | 16,0   |
| 23,9   | 30-44 ans    | 23,2   |
| 7,9    | 15-29 ans    | 13,5   |
| 23,2   | 0-14 ans     | 24,4   |

| Hommes | Classe d’âge | Femmes |
| ------ | ------------ | ------ |
| 0,9    | 90 ou +      | 2,2    |
| 7,9    | 75-89 ans    | 10,2   |
| 17,3   | 60-74 ans    | 18,1   |
| 19,8   | 45-59 ans    | 19,1   |
| 17,9   | 30-44 ans    | 17,2   |
| 18,5   | 15-29 ans    | 17,5   |
| 17,6   | 0-14 ans     | 15,6   |

### Enseignement et jeunesse

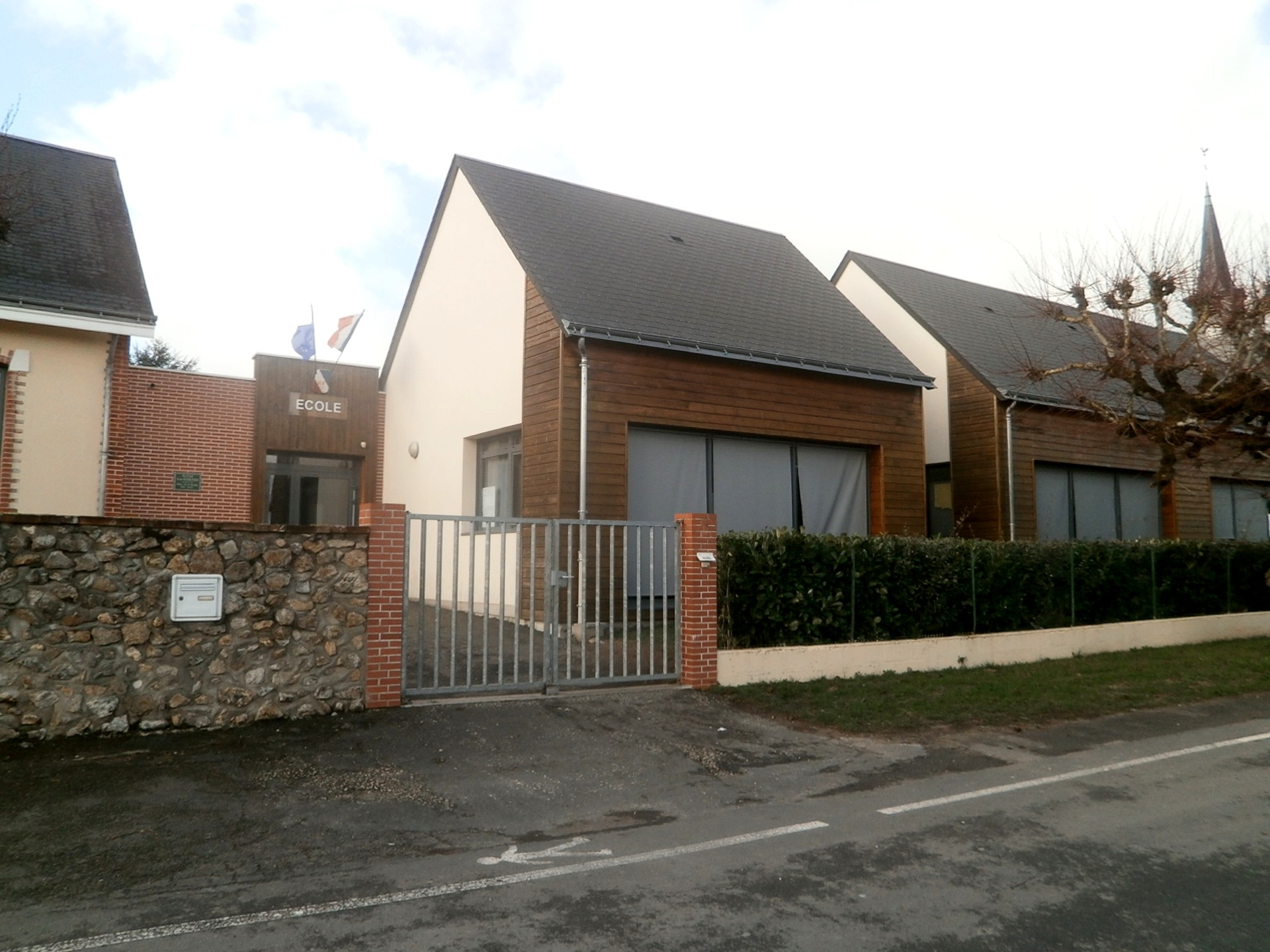
L'école Jean-Bouhours.

Le Boulay se situe dans l'Académie d'Orléans-Tours (Zone B) et dans la circonscription d'Amboise.
L'école maternelle et élémentaire Jean-Bouhours, construite en 2007, accueille 114 élèves à la rentrée 2015. La scolarité de niveau secondaire des enfants du Boulay peut se dérouler à Château-Renault, qui dispose d'un collège et d'un lycée professionnel.
Pour accompagner les enfants scolarisés à l'école primaire du Boulay, un restaurant scolaire et une garderie péri-scolaire organisent leurs repas du midi et leur accueil avant et après les horaires d'ouverture de l'école. Dans le prolongement de ces services, Le Boulay et trois autres communes mutualisent leurs moyens pour proposer aux enfants des activités hors périodes scolaires. En outre, sept assistantes maternelles sont susceptibles d'accueillir les plus jeunes.
Les enfants de l'école du Boulay et les collégiens du collège de Château-Renault bénéficient de deux services de ramassage scolaire distincts.

### Vie sociale, culturelle et sportive

#### Vie associative
Une dizaine d'associations ont leur siège au Boulay. Si la plupart de ces associations ont une vocation communale, comme l'association de parents d'élèves ou celle chargée d'animer le jumelage, certaines d'entre elles exercent leur activité sur un périmètre plus large (riverains de la Glaise ou gastronomie dans le Castelrenaudais),.

#### Équipements culturels, sociaux et de loisirs
Le Boulay dispose d'une salle des fêtes pouvant accueillir 200 personnes.
Une aire d'accueil d'une capacité de 24 véhicules est aménagée pour recevoir les gens du voyage. Construite en 2002 par la communauté de communes, elle est gérée par l'association « Tzigane Habitat ».

### Santé et services d'urgence
Aucun professionnel ou infrastructure de santé n'est installé sur le territoire du Boulay. Ces services sont concentrés sur la commune voisine de Château-Renault, médecins généralistes, spécialistes, etc. ainsi que le centre hospitalier intercommunal d'Amboise Château-Renault.

### Médias
Le quotidien régional La Nouvelle République du Centre-Ouest consacre quelques pages de son édition Indre-et-Loire, Touraine Est, à l’actualité du canton de Château-Renault.
Parmi les chaînes de télévision de télévision numérique terrestre (TNT) accessibles à tous les habitants du Boulay, France 3 Centre-Val de Loire et TV Tours Val de Loire relaient, entre autres, les informations locales.

### Culte
Le territoire de la commune dépend de la paroisse de Château-Renault au sein du doyenné d'Amboise, lui-même partie de l'archidiocèse de Tours, au même titre que cinq autres doyennés. En 2015, l'église du Boulay n'est pas un lieu de culte où des offices sont célébrés.

## Économie

### Revenus et fiscalité
En 2015, le revenu fiscal médian par ménage est de 35 081 €, alors que la moyenne départementale s'établit à 32 011 € et que celle de la France métropolitaine est de 32 409 €. En 2013, le revenu disponible par ménage était de 20 177 € dans la commune contre une moyenne de 20 403 € au niveau départemental.

### Emploi
Les deux tableaux ci-dessous présentent les chiffres-clés de l'emploi au Boulay et leur évolution de 2008 à 2013, :
|                               | Le Boulay 2008 | Le Boulay 2013 | Évolution |
| ----------------------------- | -------------- | -------------- | --------- |
| Population de 15 à 64 ans     | 408            | 508            | + 24,5 %  |
| Actifs (en %)                 | 75,0           | 78,9           | + 5,2 %   |
| dont :                        |                |                |           |
| Actifs ayant un emploi (en %) | 72,8           | 78,9           | + 8,4 %   |
| Chômeurs (en %)               | 2,7            | 6,1            | + 125 %   |

|                                      | Le Boulay 2008 | Le Boulay 2013 | Évolution |
| ------------------------------------ | -------------- | -------------- | --------- |
| Nombre d'emplois dans la zone        | 87             | 118            | + 35,6 %  |
| Indicateur de concentration d'emploi | 29,4           | 31,8           | + 8,1 %   |

En six ans, la population active du Boulay a fortement augmenté, suivant en cela la démographie générale de la commune ; le taux d'emploi de cette population active augmente mais de manière moins importante, alors que le taux de chômage , selon la définition de l'Insee, a plus que doublé. Le niveau de l'indicateur de concentration d'emploi reste très bas : environ trois emplois sont proposés dans la commune pour dix actifs.
Les actifs résidant au Boulay ne sont que 12,7 % à travailler dans la commune elle-même.

### Tissu économique
Le tableau ci-dessous détaille le nombre d'entreprises implantées au Boulay selon leur secteur d'activité et le nombre de leurs salariés :
|                                                              | Total | %    | 0 salarié | 1 à 9 salariés | 10 à 19 salariés | 20 à 49 salariés | 50 salariés ou plus |
| ------------------------------------------------------------ | ----- | ---- | --------- | -------------- | ---------------- | ---------------- | ------------------- |
| Ensemble                                                     | 47    | 100  | 35        | 9              | 1                | 2                | 0                   |
| Agriculture, sylviculture et pêche                           | 9     | 19,1 | 9         | 0              | 0                | 0                | 0                   |
| Industrie                                                    | 4     | 8,5  | 3         | 1              | 0                | 0                | 0                   |
| Construction                                                 | 4     | 8,5  | 3         | 1              | 0                | 0                | 0                   |
| Commerce, transports, services divers                        | 23    | 48,9 | 18        | 4              | 0                | 1                | 0                   |
| dont commerce et réparation automobile                       | 7     | 14,ç | 4         | 3              | 0                | 0                | 0                   |
| Administration publique, enseignement, santé, action sociale | 7     | 14,9 | 2         | 3              | 1                | 1                | 0                   |
| Champ : ensemble des activités.                              |       |      |           |                |                  |                  |                     |

Deux entreprises nouvelles se sont créées dans le secteur industriel sur la commune en 2015.
En nombre d'entreprises, l'économie du Boulay appartient majoritairement à la « sphère productive » avec près de 60 % des établissements contre un peu plus de 40 % à la « sphère présentielle ». Au niveau des emplois concernés, le rapport est plus qu'inversé puisque la sphère présentielle concentre près de 90 % des salariés travaillant sur la commune,.

#### Agriculture
|                                            | 1988  | 2000  | 2010 |
| ------------------------------------------ | ----- | ----- | ---- |
| Nombre d’exploitations                     | 30    | 20    | 10   |
| Équivalent Unité de travail annuel         | 37    | 23    | 14   |
| Surface Agricole Utile (SAU) (ha)          | 1 487 | 1 318 | 969  |
| Cheptel (nombre de têtes)                  | 413   | 372   | 282  |
| Terres labourables (ha)                    | 1 366 | 1 269 | 901  |
| Superficie moyenne d’une exploitation (ha) | 49,6  | 65,9  | 96,9 |

Les résultats du recensement général agricole réalisé en 2010 (RGA 2010) montrent que le Boulay a vu le nombre de ses exploitations agricoles divisé par trois entre 1988 et 2010 (il en reste 10 à cette date) ; dans le même temps, la taille moyenne des exploitations a plus que doublé. Sur la même période, la surface agricole utilisée régresse fortement, passant de presque 1 500 hectares à moins de 1 000 hectares, polyculture et élevage restant les secteurs d'activité dominants. Les données montrent également que, avec 14 équivalents de travail annuel (dont le chef d'exploitation), l'agriculture n'est plus un domaine d'activité pourvoyeur d'emplois.

#### Secteurs secondaire et tertiaire
Plusieurs commerces de proximité sont à la disposition des habitants qui peuvent également profiter d'une offre de services élargie à Château-Renault.
Le Parc industriel ouest, situé à l'extrême sud-est du Boulay, à cheval sur cette commune et la partie ouest de Château-Renault, d'où son nom, rassemble plusieurs entreprises et industries. Deux des entreprises qui y sont implantées — une société d'ambulances et de taxis et La Poste — regroupaient à elles seules, au 31 décembre 2014, 85 des 122 emplois proposés sur la commune.
Si, au 1er janvier 2015, la commune ne dispose ni d'hôtel ni de camping, un hébergement collectif peut être proposé par le biais de trois gîtes.

## Culture locale et patrimoine

### Lieux et monuments

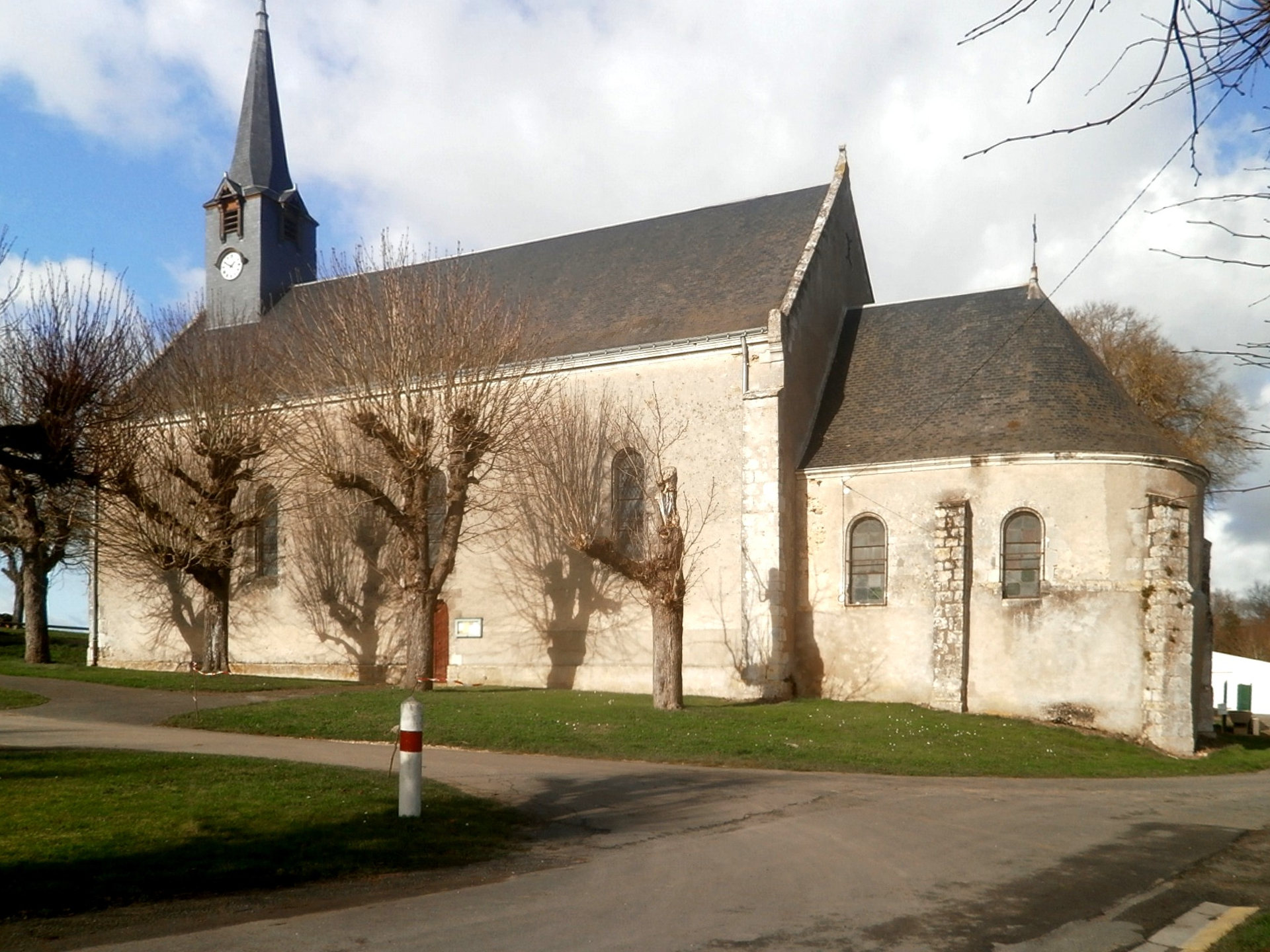
L'église Saint-Sulpice.

L'église paroissiale Saint-Sulpice est l'ancienne église du prieuré qui s'est substituée au précédent édifice, disparu. Elle a été profondément restaurée en 1875. Sa nef, couverte d'une fausse voûte, est reliée à un chœur d'une travée voûté en berceau et terminé par une abside semi-circulaire voûtée en cul-de-four et percée de quatre fenêtres en plein cintre ; l'une d'elles est occultée par un retable du XVIIIe siècle. L'édifice ne bénéficie d'aucune mesure de protection dans le cadre des monuments historiques, mais deux éléments de son décor sont recensés dans la base Palissy des objets protégés : 
- la dalle funéraire de Jehan Chauveau, sieur des Coutaux, datée de 1562, insérée dans le pavage de l'église, est inscrite depuis le 30 mai 1990[103] ;
- sur un mur intérieur de l'église, une plaque en cuivre gravé du XVIIe siècle à la mémoire de la prieure Françoise de Montgarny, morte en 1661, est inscrite depuis le 24 février 1921[104].

La mairie occupe l'ancien presbytère, un bâtiment construit au XVIe siècle dans l'enceinte du prieuré. Il a été remanié, mais il conserve une fenêtre à meneaux à l'étage de son pignon.
Le château de la Chauvinière, construit sur le coteau nord de la vallée de la Glaise en aval du bourg, a été édifié à partir du XVIe siècle mais restauré au XIXe siècle. Il est remarquable par la tourelle carrée qui flanque sa façade et qui abrite un escalier d'accès aux étages qui dessert également une terrasse sur la vallée de la Glaise ; les baies qui percent sa façade ont été modifiées, mais l'une d'elles est encore pourvue de ses meneaux. Une chapelle, mentionnée dans un contrat de mariage établi en 1785, a totalement disparu depuis, ainsi qu'une fuie et le mur d'enceinte. Le château de la Chauvinière a été la propriété d'Émile Aron et de sa famille de 1899 à 1976.
L'architecture rurale se caractérise par la présence, même au XXIe siècle, de nombreux bâtiments construits presque exclusivement en bois. Ce mode de construction n'est pas spécifique au Boulay mais se rencontre dans bon nombre de communes de la Gâtine. Il est généralement admis qu'il résulte des difficultés de transport des pierres sur de longues distances sur des chemins glaiseux pas toujours praticables en toutes saisons, avant la mise en place d'une voirie moderne. Le bois, ressource d'accès plus facile à proximité du lieu de construction, permettait de pallier cette difficulté.
Pour permettre au visiteur de découvrir la commune, trois parcours de randonnée ont été mis en place.

### Patrimoine gastronomique
La commune du Boulay se trouve dans l'aire géographique et dans la zone de production du lait, de fabrication et d'affinage du fromage Sainte-Maure de Touraine, ce produit bénéficiant d'une appellation d'origine protégée (AOP) au niveau européen et d'une appellation d'origine contrôlée (AOC) au niveau national. Onze types de vins tranquilles ou effervescents (crémants) bénéficient des mêmes appellations.
Rillettes de Tours, bœuf du Maine, volailles du Berry bénéficient d'une indication géographique protégée (IGP) s'ils sont produits sur le territoire du Boulay.

### Personnalités liées à la commune
Françoise de Montgarny (morte en 1661 à l'âge de 70 ans), prieure du Boulay, a été au milieu du XVIIe siècle à l'origine du renouveau du prieuré qu'elle a relevé de ses ruines.
Émile Aron (1907-2011), né au Boulay où sa famille a longtemps vécu — son père fut maire de la commune —, directeur de l'école de médecine de Tours puis doyen de la faculté de médecine de la même ville en 1962, fut en 1944 l'un des vingt conseillers municipaux désignés par le préfet Michel Debré pour administrer Tours.